# The Age of the Understatement (singolo)
The Age of the Understatement è il primo singolo dei The Last Shadow Puppets, pubblicato il 14 aprile 2008 nel Regno Unito, distribuito dalla Domino Records. Il titolo della canzone è lo stesso dell'album di debutto della band The Age of the Understatement.

## Video
Il video della canzone è stato girato a Mosca, dal regista Romain Gavras e ha come protagonisti Turner e Kane che camminano nella città e nei pressi della capitale russa.

## Tracce CD
Tutte le canzoni sono state scritte da Alex Turner e Miles Kane.
1. "The Age of the Understatement"
2. "Two Hearts in Two Weeks"
3. "Wondrous Place" (Lewis/Giant)